# فؤاد حجازي (لاعب كرة قدم)
فؤاد موسى حجازي (27 يونيو 1973) هو مدرب كرة قدم لبناني ولاعب سابق، وهو مساعد مدرب نادي الأنصار اللبناني.
كان يلعب في خط الوسط مع منتخب لبنان، وخاض مباريات نهائيات كأس آسيا 2000، كما لعب مع عدد من الأندية اللبنانية منها نادي البرج ونادي الحكمة ونادي سبورتينغ بيروت.

## مهنة دولية
في عام 2002، لعب للمنتخب الأولمبي اللبناني في دورة الألعاب الآسيوية 2002، وسجل هدفًا عندما فاز المنتخب اللبناني بنتيجة 11-0 على منتخب أفغانستان.

## روابط خارجية
- فؤاد حجازي على موقع قاعدة بيانات كرة القدم.إي يو (الإنجليزية)
- فؤاد حجازي على موقع ناشيونال فوتبول تيمز (الإنجليزية)